# Veedel
Veedel [ˈfeːdəl] ist das kölsche Wort für Viertel. Damit ist weniger ein Stadtteil gemeint, sondern eher ein kleinerer Teil der Stadt, in der Regel die unmittelbare Umgebung, in der jemand wohnt und damit vergleichbar mit dem Wiener Grätzl oder den Kiezen in Berlin. Eine Gliederung des Kölner Stadtgebiets in sozial und wahrnehmungsmäßig homogene Viertel als Feingliederung der vorhandenen Einteilung in statistische Stadtteile wurde vom Statistischen Amt der Stadt Köln auf der Grundlage einer Arbeit von Klaus Zehner vorgenommen.
Während z. B. die Kölner Innenstadt als Stadtbezirk offiziell in die fünf Stadtteile Altstadt-Nord und -Süd, Neustadt-Nord und -Süd sowie Deutz aufgeteilt ist, sprechen die Kölner im täglichen Umgang von Veedeln, die sich nach Lage (Südstadt), Kirchen und Plätzen (Agnesviertel, Griechenmarktviertel, Kunibertsviertel) oder Straßennamen wie im Belgischen Viertel benennen können. 
Die exakte Grenzziehung zwischen Veedeln ist kaum auszumachen – sie existiert streng genommen nur bei der Parkraumbewirtschaftung, bei der Plaketten nach von der Stadtverwaltung definierten Vierteln benannt werden. Manches Veedel kann mehrere Namen tragen: Das Wohngebiet zwischen Innenstadtring und Universität heißt offiziell Rathenauviertel (nach dem Rathenauplatz in seiner Mitte), ist aber auch bekannt unter Zülpicher Viertel (nach dem Beginn der Zülpicher Straße ab dem Zülpicher Platz), als Univiertel, Bermudadreieck oder „Kwartier Latäng“  – wobei diese unterschiedlichen Namen nicht als gleich oder beliebig auswechselbar, sondern nur weitgehend räumlich überlappend gesehen werden.

## Rezeption
Das Veedel wird unter anderem in einem beliebten Stück der Kölner Mundartgruppe Bläck Fööss besungen. Es wird dort als ein Ort beschworen, an dem alle zusammenhalten. Weiter treten die Veedel im Kölner Karneval in den Kölner Schull- un Veedelszöch in Erscheinung.